# Gerhard Sperling
Gerhard Sperling (ur. 25 listopada 1937 w Berlinie) – niemiecki lekkoatleta chodziarz startujący w barwach NRD, wicemistrz Europy.
Specjalizował się w chodzie na 20 kilometrów. Na igrzyskach olimpijskich w 1964 w Tokio zajął 9. miejsce w tej konkurencji. Był trzeci w finale Pucharu Świata w chodzie w 1965 w Pescarze w chodzie na 20 kilometrów. Na mistrzostwach Europy w 1966 w Budapeszcie zajął na tym dystansie 4. miejsce. Takie samo miejsce zajął w finale Pucharu Świata w chodzie w 1967 w Bad Saarow. 
Na igrzyskach olimpijskich w 1968 w Meksyku zajął 5. miejsce w chodzie na 20 kilometrów. Na mistrzostwach Europy w 1969 w Atenach był ponownie czwarty w tej konkurencji. Zajął 6. miejsce w finale Pucharu Świata w chodzie w 1970 w Eschborn w chodzie na 20 kilometrów.
Na mistrzostwach Europy w 1971 w Helsinkach zdobył srebrny medal w chodzie na 20 kilometrów (pokonał go Mykoła Smaha ze Związku Radzieckiego). Na igrzyskach olimpijskich w 1972 w Monachium zajął 4. miejsce na tym dystansie.
Sperling był mistrzem NRD na w chodzie 20 kilometrów w 1966, 1968, 1969 i 1971 oraz brązowym medalistą w 1967, 1970 i 1972, a także wicemistrzem w chodzie na 35 kilometrów w 1965 (i brązowym medalistą w drużynie w tym roku).
Startował w klubie TSC Berlin.